# کانی خاک کمیاب

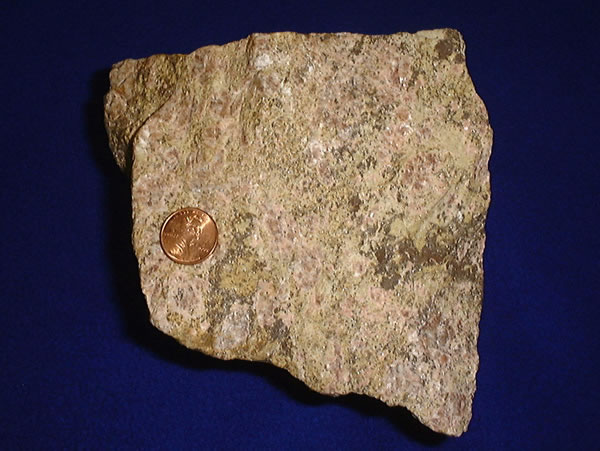
یک کانی خاک کمیاب به همراه یک سکهٔ آمریکایی بر روی آن

یک کانی خاک کمیاب گونه‌ای از کانی است که دربردارندهٔ یکی یا بیشتر از عنصرهای خاکی کمیاب است.
در ادامه، چند کانی خاک کمیاب معمول که معمولاً مقدار درخور توجهی از عنصرهای خاک کمیاب را در خود جای داده‌اند، آورده شده‌است:
- آلانیت
- آپاتیت
- باستانائزیت
- بریتولیت
- بروکیت
- سریت
- فلوئوسریت
- فلئوریت
- گادولینیت
- مونازیت
- پاریسیت
- استیلولیت
- سینشیزیت
- تیتانیت
- واکفیلدیت
- گزنوتیم
- زیرکن